# بيركلورات الرصاص
بيركلورات الرصاص مركب كيميائي من الرصاص والكلور والأكسجين صيغته Pb(ClO4)2 والذي ينتمي إلى مجموعة البيركلورات؛ ويوجد في الشروط القياسية على شكل صلب بلوري أبيض اللون. 

## التحضير
يحضر المركب من تفاعل كربونات الرصاص الثنائي القاعدية (الإسبيداج) أو أكسيد الرصاص الثنائي مع حمض البيركلوريك:
{\displaystyle \mathrm {PbCO_{3}+2\ HClO_{4}\longrightarrow Pb(ClO_{4})_{2}+H_{2}O+CO_{2}\uparrow } }
{\displaystyle \mathrm {PbO+2\ HClO_{4}\longrightarrow Pb(ClO_{4})_{2}+H_{2}O} }

## الخواص
يوجد المركب في الشروط القياسية على شكل بلورات بيضاء اللون، يوجد منها شكل مائي على هيئة ثلاثي هيدرات، ذات انحلالية جيدة جداً في الماء، كما تنحل أيضاً في الإيثانول.

## الاستخدامات
للمركب استخدامات مخبرية من أجل تحضير مركبات الرصاص الأخرى.